# Marino Zorzi
Marino Zorzi (Venezia, 1238 o 1239 – Venezia, 3 luglio 1312) è stato un politico e diplomatico italiano, doge della Repubblica di Venezia dal 23 agosto 1311 alla morte.

## Biografia

### Prima dell'elezione
Si conosce poco della sua famiglia, così come della sua giovinezza. Membro del casato degli Zorzi, che aveva cominciato ad affermarsi verso gli inizi del Duecento, era figlio di un Matteo e di una Maria di cui non è tramandato il cognome. Nacque probabilmente nella parrocchia di Santa Giustina, dove abitava il suo ramo. È attestata solo una sorella, Giovanna.
Gli storici moderni ritengono affidabile quanto riferito da Gian Giacomo Caroldo, che lo dice settantaduenne al momento della sua elezione a doge; quindi dovrebbe essere venuto alla luce tra il 1238 e il 1239. In passato era diffusa la notizia che fosse salito al trono ormai ottantenne, per cui la nascita veniva collocata nel 1231.
Si sposò con una certa Agnese, che quasi certamente proveniva dalla famiglia Querini, la quale morì nel 1320 venendo sepolta accanto al marito. Ebbe una sola figlia, Elena, che gli premorì.
Va forse identificato con un Marino Zorzi particolarmente attivo nell'ultimo ventennio del secolo come membro del Minor Consiglio (1283-84 e 1286), giudice del Piovego (1284-85) e podestà di Chioggia (1285 e 1297). Di sicuro fu lui ad essere eletto, il 23 novembre 1303, ambasciatore a Roma presso papa Benedetto XI.
Un analogo incarico ebbe il 10 novembre 1310, quando fu scelto per assistere all'incoronazione a re d'Italia dell'imperatore Enrico VII di Lussemburgo. Zorzi rinunciò alla nomina per motivi di salute, ma questo dimostra il prestigio di cui godeva: si trattava infatti di una missione non facile, seguita alle pretese da parte del sovrano che Venezia adempisse a degli obblighi (non meglio specificati) nei suoi confronti.

### Dogado
Il 13 agosto 1311 morì il doge Pietro Gradenigo. Il suo governo, specie negli ultimi anni, era stato attraversato da una serie di eventi particolarmente gravi: la guerra di Ferrara, cui seguì l'interdetto e la scomunica da parte di papa Clemente V (1308-09), la congiura Querini-Tiepolo (1310), l'ennesima ribellione di Zara (1311). La sua morte non fu quindi rimpianta e comunque non risolse le fratture interne.
Zorzi venne eletto il 23 agosto, dopo che Stefano Giustinian aveva rifiutato la nomina per ritirarsi nel monastero di San Giorgio Maggiore. Allora era conosciuto più per le qualità morali e la fede religiosa che per l'esperienza politica, tanto da essere soprannominato "il Santo". Probabilmente questi aspetti influirono sulla votazione, infatti Venezia era soggetta a scomunica da oltre due anni. In aggiunta, era imparentato con i Querini tramite la moglie e viveva nella stessa parrocchia dei Tiepolo, per cui poteva esercitare qualche influenza per la riconciliazione con le famiglie dei congiurati.
Per mantenere buone relazioni con l'imperatore, il 14 ottobre 1311 accolse la richiesta di Enrico VII di inviare un'ambasciata a Roma per assistere all'incoronazione. Nella stessa occasione concesse al sovrano di arruolare fino a millequattrocento balestrieri veneziani.
Per quanto riguarda le tensioni in Dalmazia, la sua elezione cadde proprio mentre si stava allestendo una spedizione per recuperare Zara. Fu un fallimento: gli zaratini, forti dell'appoggio del re d'Ungheria Carlo Roberto d'Angiò, sbaragliarono il comandante veneziano Belletto Giustinian, lo imprigionarono e lo portarono sul patibolo il 9 settembre 1311. Il 14 ottobre e il 12 novembre Zorzi inviò due lettere al sovrano, nelle quali gli intimava di non fornire aiuto ai ribelli, esponendogli i diritti veneziani sulla città. Il 17 ottobre inviò un'altra missiva agli stessi zaratini, cercando di convincerli a trattare la pace. Ma i tentativi fallirono e nella primavera successiva il governo fu costretto a bandire altri due prestiti per organizzare un nuovo attacco (con un conseguente aumento di imposte).
La sua diplomazia diede risultati migliori con Padova, da anni in contrasto con Venezia a causa dei diritti di navigazione sul fiume Brenta. Nel 1312 fu concluso un trattato che risolveva la questione e, inoltre, impegnava le parti a restituire i beni sottratti all'avversario e a ripagarlo per i danni subiti, sanciva la libertà di navigazione sull'Adige e la fluitazione da Bassano; i padovani, infine, ebbero la possibilità di acquistare il sale prodotto a Chioggia.
Il suo fu uno dei governi più brevi della storia della Serenissima: morì infatti il 3 luglio 1312, a poco più di dieci mesi dall'elezione. Tre giorni prima aveva fatto testamento, nominando esecutori la moglie, la sorella, i procuratori di San Marco Gratone Dandolo e Teofilo Morosini, e Marco Vitturi. Alla consorte lasciò il palazzo di famiglia finché fosse rimasta in vita e una rendita annua. Dispose del denaro per la costruzione di un ospedale per i bambini poveri presso la chiesa dei Santi Giovanni e Paolo, officiata dai domenicani. A questo ordine, cui era particolarmente legato, lasciò tra le 2500 e le 3000 lire per erigere una chiesa con convento annesso, la chiesa di San Domenico nel sestiere di Castello.
Fu sepolto nel chiostro della chiesa dei Santi Giovanni e Paolo in un'umile tomba, ma già nel Settecento se ne ignorava l'ubicazione precisa.